# Szeba

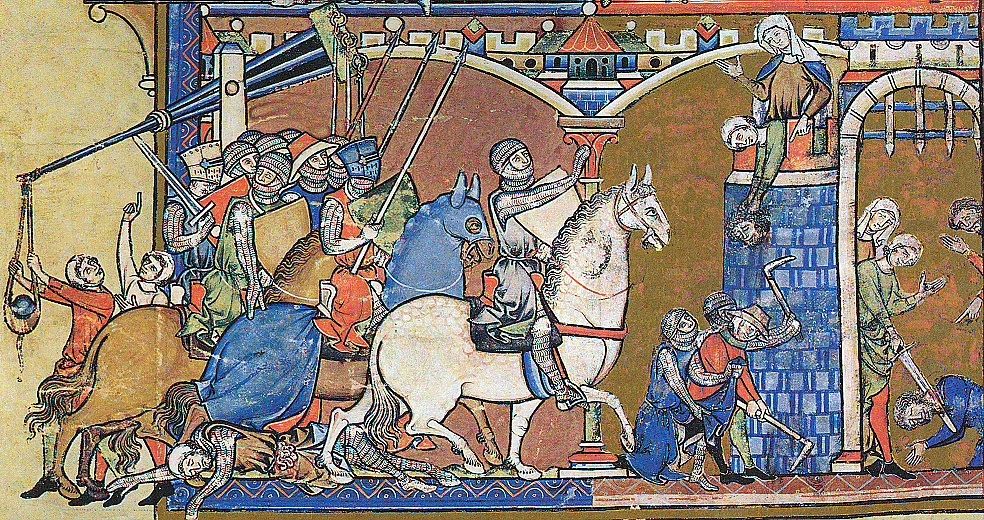
Przekazanie głowy Szeby armii Joaba (il. z Biblii Maciejowskiego)

Szeba (fl. X wiek p.n.e.) – Hebrajczyk z pokolenia Beniamina, syn Bikriego. Wzniecił bunt przeciwko królowi Dawidowi niedługo po stłumieniu buntu Absaloma. Opisywany w 2 Księdze Samuela.
Szeba podał w wątpliwość prawo Dawida do panowania nad całym Izraelem i wzywał plemiona północne do wypowiedzenia posłuszeństwa monarsze.

Nie mamy działu wspólnego z Dawidem ani dziedzictwa z synem Jessego. O, Izraelu: Niech każdy idzie do swego namiotu.

{{Cytat}} Linki zewnętrzne: "źródło".
Pokolenie Judy pozostało jednak wierne Dawidowi. Król powierzył stłumienie buntu Amasie. Kiedy ten nie zdołał na czas przeprowadzić mobilizacji, władca wysłał przeciwko buntownikowi swoją gwardię przyboczną pod wodzą Abiszaja, z udziałem Joaba. Szeba schronił się w Abel Bet-Maaka. Kiedy Joab obległ miasto, jego mieszkańcy zgładzili buntownika.
W buncie Szeby ujawniły się tendencje separatystyczne plemion północnych, które doprowadziły do podziału Izraela w okresie rządów Roboama. Doprowadził też do odbudowy pozycji Joaba, który w czasie buntu zamordował swojego przeciwnika, Amasę.